# Elaidización
La elaidinización es una reacción química de isomerización que altera la orientación de dobles enlaces de una posición cis- a trans-. Con mayor frecuencia, se realiza en grasas y aceites para incrementar tanto el punto de fusión como la vida útil sin reducir el grado de insaturación. El producto típico de elaidinización son las grasas trans.

## Eimología
La palabra proviene del ácido elaídico, el isómero trans del ácido oleico. 

## Reacción
La elaidinización del ácido oleico, un componente común de los aceites vegetales, produce su isómero trans, el ácido elaídico.
| Ácido oleico | Ácido elaídico |
| --- | --- |
| El ácido oleico es un ácido graso insaturado ‘’cis’’, un componente común de los aceites vegetales naturales..   | El ácido elaídico es un ácido graso trans insaturado que se crea a menudo por hidrogenación parcial o elaidinización de aceites vegetales. |
| | |
| | |
| Estos ácidos grasos son Isomería cis-trans (químicamente idénticos excepto por la orientación del doble enlace). | |

- Datos: Q5353148